# United Cup
La United Cup es un torneo internacional de tenis en cancha dura que presenta equipos mixtos de 18 países. La primera edición estuvo programada para comenzar el 29 de diciembre del 2022. El torneo se juega en dos ciudades australianas durante 11 días antes del Abierto de Australia. 
También es el primer evento de equipos mixtos en ofrecer puntos de clasificación ATP y WTA a sus jugadores: un jugador podrá ganar un máximo de 500 puntos.

## Historia
La United Cup reemplazó a la ATP Cup (2020-2022) en el calendario ATP. También se consideró un reemplazo de la Copa Hopman (1989–2019), un evento de equipos mixtos que se celebró anteriormente en Australia antes del Abierto de Australia a comienzo de la temporada de tenis.

## Torneo

### Formato
Cada ciudad alberga dos grupos de tres países en formato de todos contra todos en la primera semana del torneo. El formato de todos contra todos consta de dos partidos individuales y un partido de dobles mixto. El partido de dobles mixtos siempre tendrá lugar en la sesión vespertina.
Los ganadores de grupo en cada ciudad jugarán por uno de los tres lugares para semifinales. El siguiente equipo con mejor desempeño de la fase de grupos en todas las ciudades se convierte en el cuarto semifinalista. Hay un día de viaje asignado antes de que se celebren las semifinales y la final en Sídney.

### Clasificación
18 países clasificarán de la siguiente manera:
- Seis países clasificarán en función de la clasificación ATP de su jugador número uno clasificado en individuales.
- Seis países se clasificarán en función de la clasificación WTA de su jugadora individual número uno clasificada.
- Los últimos seis países se clasificarán en función de la clasificación combinada de sus jugadores número uno de la ATP y la WTA.

A cambio de ser la nación anfitriona, Australia tiene garantizado uno de los lugares reservados para los equipos con la mejor clasificación combinada si no logra clasificarse por su cuenta. Los equipos contarán con tres o cuatro jugadores de cada tour.

### Lugares
Perth y Sídney albergarán cada uno dos grupos de tres países en un formato de todos contra todos en los primeros siete días del torneo. Sídney albergará la semifinal y la final en los últimos cuatro días del torneo.

## Resultados
| Año  |                           | Campeón        |   |   | Subcampeón |                    |
| ---- | ------------------------- | -------------- | - | - | ---------- | ------------------ |
| 2023 | Bandera de Estados Unidos | Estados Unidos | 4 | 0 | Italia     | Bandera de Italia  |
| 2024 | Bandera de Alemania       | Alemania       | 2 | 1 | Polonia    | Bandera de Polonia |
| 2025 | Bandera de Estados Unidos | Estados Unidos | 2 | 0 | Polonia    | Bandera de Polonia |